# Harkskär och Utvalnäs
Harkskär och Utvalnäs est une localité de Suède dans la commune de Gävle située dans le comté de Gävleborg.
Sa population était de 453 habitants en 2019.